# West Wing
La West Wing (traducibile in italiano come Ala Ovest) è l'edificio che ospita gli uffici del Presidente degli Stati Uniti d'America.
Fa parte della Casa Bianca, e comprende lo Studio Ovale, la Hall of Cabinet, la Situation Room e la Roosevelt Room.
La West Wing si trova ad ovest dell'Executive Residence e la sua vista è quasi del tutto oscurata da alberi, poiché la sua altezza è inferiore a quella del resto del complesso.

## Storia
Prima della costruzione dell'ala ovest, il personale presidenziale lavorava all'estremità occidentale del secondo piano di quella che oggi è la Residenza Esecutiva. Tuttavia, quando Theodore Roosevelt divenne presidente, scoprì che gli uffici esistenti nella villa erano insufficienti per ospitare la sua famiglia di sei figli e il suo staff.
Un anno dopo, nel 1902, la First Lady Edith Roosevelt assunse McKim, Mead & White per separare gli alloggi dagli uffici, per ampliare e modernizzare le sale pubbliche, per rifare il paesaggio e per ridipingere gli interni. Il Congresso ha approvato oltre mezzo milione di dollari per la ristrutturazione.
L'ala ovest era originariamente intesa come struttura temporanea per uffici, costruita sul sito delle estese serre e stalle. L'Ufficio del Presidente e la Sala del Gabinetto occupavano il terzo orientale dell'edificio più vicino alla Residenza e l'annessa terrazza colonnata. L'ufficio rettangolare di Roosevelt con l'adiacente Cabinet Room attraverso una serie di doppie porte che si trovava approssimativamente dove la Roosevelt Room è ora vicino al centro.
Nel 1909, William Howard Taft ampliò l'edificio verso sud, coprendo il campo da tennis. Collocò il primo Studio Ovale al centro della facciata sud dell'aggiunta, che ricorda le stanze ovali sui tre piani della Casa Bianca. Successivamente, all'inizio della sua presidenza, Herbert Hoover ricostruì l'ala ovest, scavando un seminterrato parziale e sostenendolo con acciaio strutturale. La costruzione completata, tuttavia, durò meno di sette mesi. Il 24 dicembre 1929, l'ala ovest fu gravemente danneggiata da un incendio elettrico. Questo incendio con quattro allarmi fu il più distruttivo che colpì la Casa Bianca dall'incendio di Washington115 anni prima. Per spegnere l'incendio sono stati necessari centotrenta vigili del fuoco, oltre diciannove società di motori e quattro società di camion. Causato da una canna fumaria difettosa o ostruita o da un cablaggio difettoso, l'incendio è scoppiato nella soffitta dell'edificio dove erano conservati circa 200.000 opuscoli governativi. Questi documenti si sono accesi rapidamente. Molti dei documenti importanti della zona sono stati spostati nella Biblioteca del Congresso a seguito di una piccola ristrutturazione dell'edificio. L'incendio è stato notato intorno alle 20:00 dal messaggero della Casa Bianca Charlie Williamson e sono state intraprese azioni immediate per salvare gli oggetti nell'edificio. Hoover fece ricostruire l'ala ovest e aggiunse l'aria condizionata.
La quarta e ultima grande riorganizzazione fu intrapresa meno di tre anni dopo da Franklin D. Roosevelt. Insoddisfatto delle dimensioni e della disposizione dell'ala ovest del presidente Hoover, incaricò l'architetto newyorkese Eric Gugler di ridisegnarla nel 1933. Per creare spazio aggiuntivo senza aumentare le dimensioni apparenti dell'edificio, Gugler scavò un intero seminterrato e aggiunse una serie di uffici sotterranei. sotto il prato adiacente, e costruì un discreto "attico" a piano terra. La direttiva di sfruttare la maggior parte degli spazi per uffici dall'edificio esistente era responsabile dei suoi corridoi stretti e degli angusti uffici del personale. Il cambiamento più notevole di Gugler è stata l'aggiunta al lato est contenente una nuova Stanza del Gabinetto, un Ufficio di Segreteria e lo Studio Ovale. L'ubicazione del nuovo ufficio ha dato ai presidenti una maggiore privacy, consentendo loro di passare avanti e indietro tra la residenza esecutiva e l'ala ovest senza essere in piena vista del personale.
Con la crescita delle dimensioni dello staff presidenziale nella seconda metà del XX secolo, l'ala ovest venne generalmente considerata troppo piccola per le sue moderne funzioni governative. Oggi, la maggior parte dei membri del personale dell'ufficio esecutivo del presidente si trova nell'adiacente Eisenhower Executive Office Building (EEOB).

## Occupanti

### Amministrazione Trump
Primo piano
- Donald Trump, Presidente degli Stati Uniti d'America
- Mike Pence, vicepresidente degli Stati Uniti d'America
- Katie Johnson, segretaria personale del Presidente
- Reggie Love, assistente personale del Presidente
- Kayleigh McEnany, portavoce della Casa Bianca
- Dan Pfeiffer, direttore delle comunicazioni
- Thomas E. Donilon, consigliere per la sicurezza nazionale
- Denis McDonough, capo di gabinetto della Casa Bianca e vice consigliere per la sicurezza nazionale
- Nancy-Ann DeParle, vice-capo di gabinetto della Casa Bianca
- Alyssa Mastromonaco, vice-capo di gabinetto della Casa Bianca
- David Plouffe, consigliere anziano
- Peter Rouse, consigliere del Presidente

Secondo piano
- Melody Barnes, direttrice del consiglio sulla politica interna
- Heather Higginbottom, vicedirettrice del consiglio sulla politica interna
- Rob Nabors, assistente del Presidente per gli affari legislativi
- Lisa Konwinski, secondo assistente del Presidente per gli affari legislativi
- Gene Sperling, direttore del Consiglio economico nazionale
- Patrick Gaspard, direttore dell'ufficio per gli affari politici
- Christina Tchen, direttrice dell'ufficio per l'impegno pubblico
- Cecilia Muñoz, direttrice dell'ufficio per gli affari governativi
- Valerie Jarrett, consigliere anziano
- Gregory Craig, consulente del Presidente alla Casa Bianca
- Cassandra Butts, vice consulente del Presidente alla Casa Bianca
- Chris Lu, segretario di gabinetto

Altri uffici
- Danielle Crutchfield, direttrice dell'ufficio Scheduling and Advance
- Lisa Brown, segretaria dello staff
- Jon Favreau, capo-speechwriter
- Nancy-Ann DeParle, direttrice dell'ufficio per la riforma sanitaria
- Lieutenant General Douglas E. Lute, vice consigliere sulla sicurezza nazionale per l'Iraq e l'Afghanistan
- John O. Brennan, vice consigliere per la sicurezza interna
- Mark Lippert, capo dello staff per il National Security Council
- Pete Souza, fotografo della Casa Bianca

### Amministrazione Biden
Primo piano
- Joe Biden, Presidente degli Stati Uniti d'America
- Kamala Harris, vicepresidente degli Stati Uniti d'America
- Ron Klain, capo di gabinetto della Casa Bianca
- Annie Tomasini, direttrice dello studio ovale
- Stephen Goepfert, assistente personale del Presidente
- Jen Psaki, portavoce della Casa Bianca
- Kate Bedingfield, direttore delle comunicazioni
- Jake Sullivan, consigliere per la sicurezza nazionale
- Bruce Reed, vice-capo di gabinetto della Casa Bianca
- Jen O'Malley Dillon, vice-capo di gabinetto della Casa Bianca
- Steve Ricchetti, consigliere anziano
- Mike Donilon, consigliere anziano

Secondo piano
- Dana Remus, consigliere della casa bianca
- Cedric Richmond consigliere anziano e Direttore dell'ufficio per il finanziamento pubblico della casa bianca
- Jeff Zients consigliere del presidente e Coordinatore delle attività su Covid-19

Altri uffici
- Brian Deese: direttore del NEC
- Susan Rice: Direttrice del consiglio sulla politica interna
- Louisa Terrel: Direttrice dell'ufficio legislativo della Casa Bianca

## Galleria d'immagini

Il complesso della Casa Bianca
Segreteria, 1961
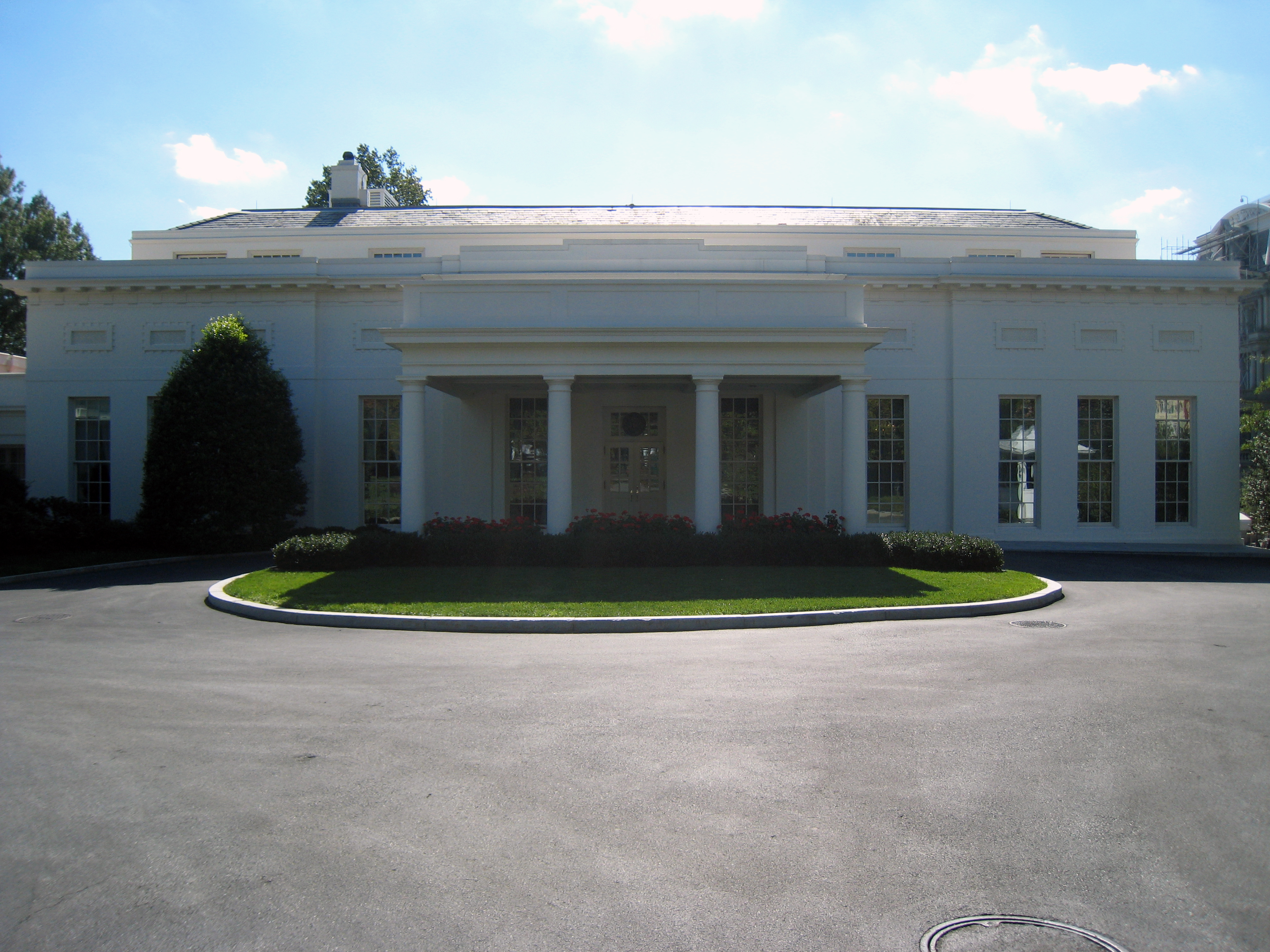
L'ingresso principale sul lato nord
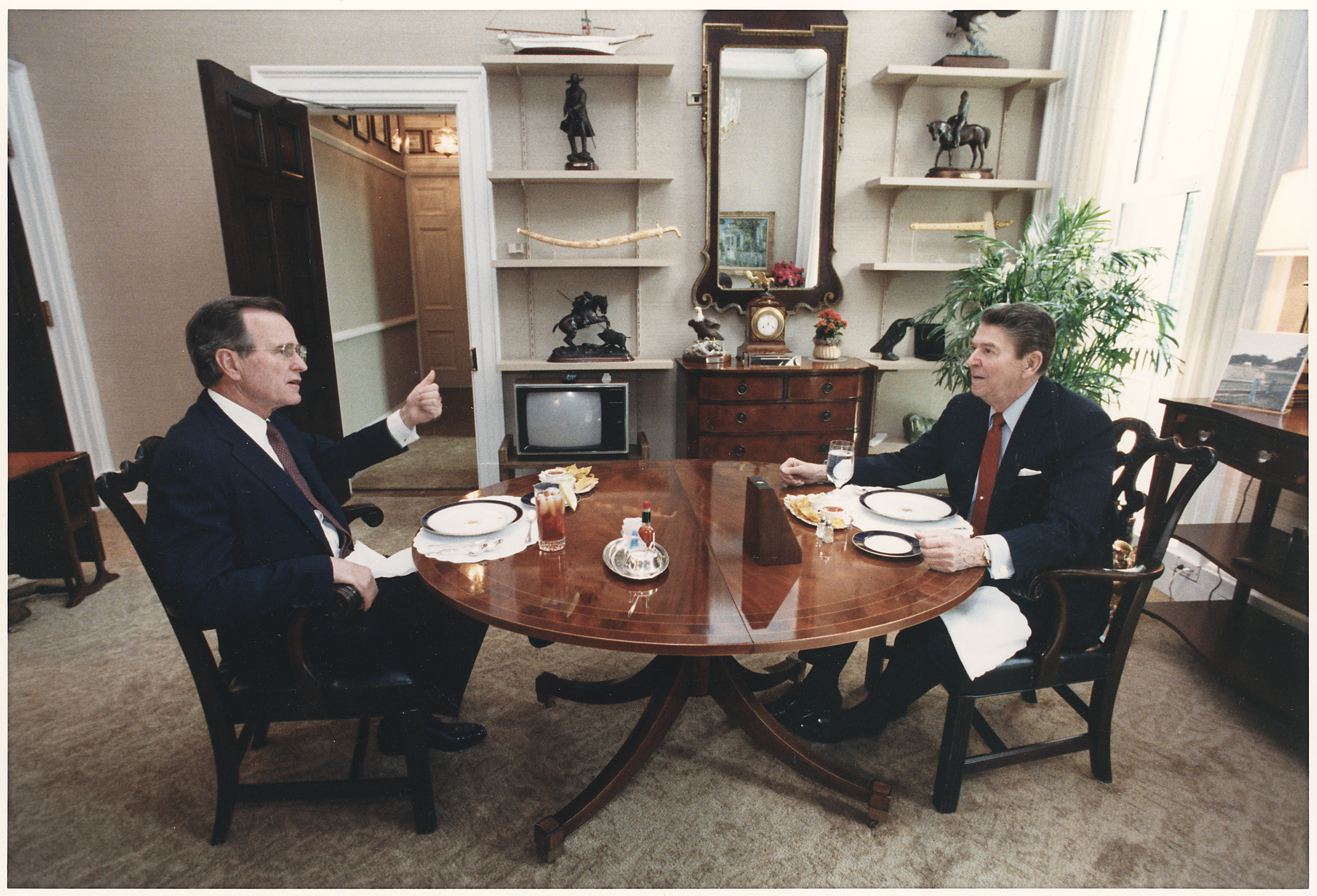
Sala da pranzo privata, 1988
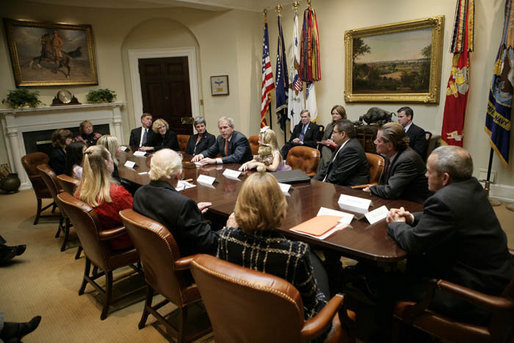
Sala Roosevelt, 2006
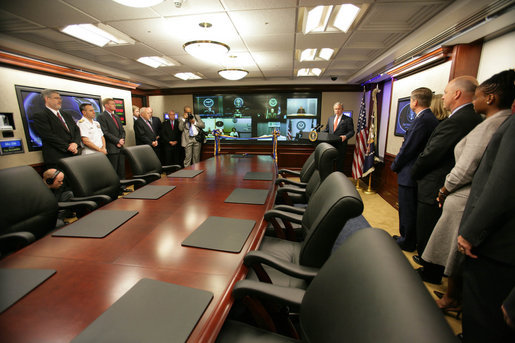
La Situation Room, rinnovata durante la presidenza di George W. Bush